# NGC 6397
NGC 6397（Caldwell 86、Melotte 176）は、さいだん座の方角にある球状星団である。地球からの距離は約7800光年で、M4と並んで地球に最も近い球状星団の1つである。星団は、約40万個の恒星を含み、良い観測条件の下では裸眼でも見ることができる。
NGC 6397は、銀河系に少なくとも20個存在する、核崩壊の過程にある球状星団の1つであり、核が非常に密度の高い恒星の塊に凝集していることを意味する。

## 研究

### 銀河系の年齢の推定
2004年、 天文学者のLuca Pasquini、Piercarlo Bonifacio、Sofia Randich、Daniele Galli、Raffaele G. Grattonらは、この星団を用いて銀河系の年齢を推定した。彼らは、超大型望遠鏡VLTの紫外-可視光の回折格子を用い、星団の中の2つの恒星のベリリウムの含量を測定した。これにより、銀河系全体で最初の恒星が生まれた時と星団で最初の恒星が生まれた時の間の経過時間を推定することができたこれに、星団の推定年齢を加えることで、銀河系の年齢は、宇宙の年齢とほぼ同じ約136億歳であるという推計が得られた。

### 恒星の質量の下限
2006年、星団中の暗い恒星の光度の下限を示した、ハッブル宇宙望遠鏡を用いたNGC 6397の研究論文が公表された。この論文の著者は、この結果により、核融合反応を行う恒星に必要な質量の下限は約0.083太陽質量であることが示されたとしている。